# Donald Pierce (personaje)
Donald Pierce es un supervillano ficticio que aparece en los cómics estadounidenses publicados por Marvel Comics. El personaje está representado como un cyborg y es comúnmente un enemigo de los X-Men.
El personaje fue interpretado por Boyd Holbrook en la película Logan de 2017.

## Historial de publicación
El personaje apareció por primera vez en Uncanny X-Men vol. 1 # 132. Fue creado por Chris Claremont y John Byrne.

## Biografía ficticia

### Origen
No se sabe mucho acerca del origen de Donald Pierce. Lo único que se sabe es que es originario de Filadelfia (Pensilvania, EE. UU.). Pierce es un cyborg. Fue reclutado por Sebastian Shaw para ser miembro de su nuevo Círculo Interno del Club Fuego Infernal, tomando el manto de Alfil Blanco, junto con el propio Shaw (Rey Negro), Emma Frost (Reina Blanca) y Harry Leland (Alfil Negro).

### Club Fuego Infernal
Durante el primer encuentro directo del Club con los X-Men, Pierce luchó contra Wolverine, Nightcrawler y Coloso. Cuando Wolverine casi le cortó el brazo se descubrió que era un cyborg, y fue derrotado luego por Coloso. El Círculo Interno de fue derrotado y Donald Pierce huyó con Sebastian Shaw por un pasillo oculto de su cuartel general.
Al final resultó que Pierce era un loco, fanático anti-mutante. Ese odio lo motivó a actuar de forma independiente para matar a los mutantes, en colaboración con tres mercenarios cibernéticamente mejorados (Cole, Macon y Reese), que habían resultado gravemente heridos por Wolverine en esa primera escaramuza de los X-Men con el Club Fuego Infernal. Pierce fue el consejero delegado y principal accionista de Pierce-Consolidated Mining, y estaba operando en un complejo de laboratorios mineros en Cameron, Texas. Pierce y los mercenarios cyborg secuestraron al Profesor Charles Xavier, líder de los X-Men y a Tessa (Sage), la asistente de Sebastian Shaw, en una de venganza contra el Club Fuego Infernal y los X-Men, pero fueron derrotados por los Nuevos Mutantes. Pierce fue expulsado del Círculo Interno.

### Reavers
Más tarde, Pierce resurgió como un criminal y terrorista profesional junto con Lady Deathstrike, Cole, Macon, y Reese. Los cinco personajes fueron consumidos por el deseo de venganza contra los X-Men, y Wolverine en particular. Para ello Pierce creó este ejército de cíborgs. Llamó a su ejército los "Reavers".
Después de rescatar a la banquera Jessan Hoan, alias Tyger Tigre de los Reavers, los X-Men expulsarona los cíborgs de su sede en interior de Australia y se apropiaron de su base por (aunque Pierce no estuvo presente durante este encuentro). Los Reavers supervivientes planearon exterminar a los X-Men, pero los X-Men escaparon a través del Siege Perilous, por lo que los villanos capturaron sólo Wolverine, a quien torturaron y crucificaron. Wolverine posteriormente escapó gracias a Júbilo, y Pierce trató de seguirles la pista. Suponiendo que huyeron a la Isla Muir, Pierce y los Reavers atacaron la isla, y lucharon contra los X-Men de la Isla Muir de Moira MacTaggert y Fuerza Libertad. Con los Reavers, Pierce también atacó una planta de Frost Technotics de Emma Frost en California. En un momento de Pierce creó dos súper androides inteligentes sensibles (Elsie-Dee y Albert), que envió a matar a Wolverine, pero que desarrollaron ética, se volvieron contra Pierce y abandonaron a los Reavers.
Unos años más tarde, un miembro de los Upstarts, Trevor Fitzroy, envió un escuadrón de Centinelas para destruir a los Reavers, ya que eran una amenaza para los mutantes y Pierce (como el anterior Alfil Blanco) otorgaría una gran cantidad de "puntos" en el juego mortal de los Upstarts. Sólo Deathstrike y Cylla escaparony parecía que Pierce había sido destruido. Pierce trató de escapar de la mansión del Club Fuego Infernal en Nueva York, pero los Centinelas lo siguieron hasta allí y lo electrocutaron. Los otros Reavers fueron aniquilados por completo.
A pesar de su aparente desaparición, más tarde resurgió y perturbó a los X-Men, una vez más. Empezó con un grupo de odio anti-mutante y alistó a varios miembros. Él reveló un complot para tomar acciones terroristas contra militantes mutantes y fue frustrado por los X-Men. Fue golpeado por Wolverine en el combate cuerpo a cuerpo a pesar de que es varias veces más fuerte que él. Se reveló que quedaba muy poco (o nada) de restos de tejido humano en Pierce, que explicaría cómo fue capaz de sobrevivir a la masacre de los Reavers, con sólo la cabeza y parte de su torso intacto.
Tiempo después, Pierce fue rechazado por Shaw para formar parte de su nuevo Círculo Interno.

### Purifiers
Pierce trató eliminar al nuevo Club Fuego Infernal de Sebastian Shaw, al que atacó violentamente. Aunque Shaw quedó gravemente herido y más tarde tuvo que ser hospitalizado, fue capaz de perforar la cabeza de Pierce. Más tarde, Pierce es reclutado, a la fuerza, en las filas de los Purifiers y es infectado con el virus de la Transmodal. Él estuvo bajo el control del robot mutante de caza, Bastion.
Más tarde, Pierce apareció en una pesadilla de la mutantes precognitiva Blindfold, luchando contra un equipo aún no formado de X-Men y matando a uno de sus miembros. Más tarde se reveló que Pierce reclutó a este equipo con un inductor de imágenes para hacerse pasar por el líder de los X-Men, Cíclope. Sus razones para la contratación de estos mutantes como "X-Men" no son del todo claras, sin embargo, parece que su objetivo principal es eliminar el actual Lord Imperial del Club Fuego Infernal, Roberto da Costa y sus antiguos colegas, los Nuevos Mutantes. También contrató a Ink para atraer a Danielle Moonstar y Blindfold a él Después de la confrontación con los Young X-Men, su cara es destruida por Dust.
Con la piel sintética en su rostro restaurado, Pierce se mantiene en cautiverio por los Young X-Men. La presencia de Ink en el equipo es objeto de debate debido a sus conexiones con Pierce. Pierce les revela a todos que tres mutantes morirán a manos de la Liga Sapien: Boom-Boom, Hellion y Surge.
Se reveló finalmente que Pierce sólo fue capturado para que actuara como contacto para Bastión de dentro de la sede de los X-Men.
Más tarde, después de recibir luz verde de Bastión de seguir adelante con su plan, Pierce provoca una explosión que diezma a todos los aviones de los X-Men. Pierce se encuentra en medio de los escombros, y reflexiona con los X-Men que siente que no poder vivir para presenciar la destrucción de la raza mutante. Pierce tenía toda la razón: Cíclope rápidamente lo elimina con un rayo óptico, y alerta a los X-Men para esperar un ataque.

## Poderes
Donald Pierce es un cyborg, inicialmente con cuatro miembros artificiales, que le proporcionan una fuerza sobrehumana. Sus reflejos y agilidad son también inhumanamente rápidos. Estos atributos se derivan de su cuerpo artificial. Su cuerpo tiene una gran resistencia a los daños e incluso si se destruye, siempre y cuando la cabeza esté intacta, probablemente sobrevivirá. Tenía la capacidad de generar una corriente eléctrica a través de sus miembros, o lanzar fuerza eléctrica en distancias cortas. Él también tenía la capacidad de convertir los ataques psiónicos contra el atacante en un grado limitado. En la actualidad, no existe nada de su cuerpo humano original, excepto la cabeza. No se sabe si él todavía tiene su cerebro original o si es que subió sus recuerdos, inteligencia, y pensamientos en un cerebro de computadora cyborg.
Aparte de sus ventajas físicas, Donald Pierce es un genio de la robótica, la cibernética y la electrónica. En estos campos ha desarrollado una tecnología que supera a la de la ciencia convencional en aproximadamente dos siglos. También cuenta con vastos recursos financieros (un requisito para ser miembro del Club Fuego Infernal). Él es graduado de la universidad en ingeniería geológica y administración de empresas, y es un consumado estratega y administrador de negocios. 

## Inspiración
El nombre de Pierce y su aspecto, se modelaron, inicialmente, por John Byrne, en el actor Donald Sutherland. El último nombre proviene del personaje de Sutherland en la película de 1970 M*A*S*H, Hawkeye Pierce.

## Otras versiones

### Era de Apocalipsis
En esta línea, Pierce es el líder de los Reavers. Fue contratado para destruir al Alto Consejo Humano, y logra matar a Carol Danvers y Capitán Britania. Finalmente es destruido por Wolverine.

### Dinastía de M
Pierce apareció como miembro del Frente de Liberación Humana.

### Ultimate Donald Pierce
Aunque Pierce no ha aparecido oficialmente en esta línea temporal, los fanes creen que Pierce es inspiración del Ultimate Deadpool.

## En otros medios

### Televisión
- Donald Pierce aparece en la serie animada X-Men, como miembro del Club Fuego Infernal en las 2 partes de "Saga de Fénix". Se le representa como mucho más joven que su homólogo cómics.

- Donald Pierce aparece en la serie animada Wolverine and the X-Men. En lugar de un cyborg que odia a los mutantes, esta versión es un mutante capaz de emitir explosiones de energía. En los episodios "Shades of Grey", "Foresight (Part 1)", "Foresight (Part 2)" y "Foresight (Part 3)", aparece como parte del Club Fuego Infernal.

### Cine
- Donald Pierce es uno de los villanos de la película Logan, la tercera y última de la trilogía de Wolverine, estrenada en 2017, interpretado por el actor Boyd Holbrook.[17] Esta versión del personaje, es el jefe cibernético de seguridad de Transigen que trabaja para Zander Rice y afirma ser un "fanático" de Logan. Donald Pierce se encuentra con Logan cerca de un hospital, donde Logan había ido a buscar algunas drogas. Más tarde, él y sus Reavers se enfrentan a Logan al principio de la película en el año 2029, exigiendo en saber dónde están Gabriela y Laura. Pierce luego secuestra a Caliban y lo obliga a usar su habilidad mutante para rastrear a Logan, Laura y el profesor X. En un caso después de que Caliban sacrifica su vida para volar la camioneta que Pierce y un Reaver sin nombre estaban en Caliban, Pierce sobrevivió a la explosión. Después de varios enfrentamientos con Logan, Laura y el profesor X, Pierce recurre al uso de drones para encontrar a Laura y a los otros niños mutantes que estaban con Laura en Transigen. Los niños proceden a la pandilla en matar a Pierce a través de la combinación de sus poderes.